# Hôtel de Saint-Pétersbourg (Riga)
L'hôtel de Saint-Pétersbourg (en letton : Rīgas viesnīca "Sanktpēterburga") est un hôtel situé dans le voisinage de Vecpilseta à Rīga (Lettonie).

## Présentation
L'hôtel Peterpils fut l'un des premiers hôtels de Riga, situé sur la place du Palais. dans le vieux Riga, en face du château de Riga. Le bâtiment de l'ancien hôtel de la place Pils 4 est un monument architectural d'importance nationale.

## Histoire
Le plus ancien hôtel de Riga, a été construit près du château de Riga en 1764 lors de la visite de l'impératrice russe Catherine II à Riga. En 1789, l'écrivain et historien russe Nikolaï Karamzine séjourna dans l'hôtel rénové de Saint-Pétersbourg.
L'hôtel a été rénové en 1852 et 1874.
Pendant la guerre d'indépendance de la Lettonie, le 27 septembre 1919, des négociations eurent lieu à l'hôtel entre le commandant du front nord-ouest, le général Nikolaï Nikolaïevitch Ioudenitch, et Chesnokov l'envoyé de Pavel Bermondt-Avalov, au cours desquelles il refusa de se soumettre à Nikolaï Ioudenitch et de participer à l'attaque de Pskov.
Le 15 juillet 1920, une délégation russe composée de cinq membres et de 29 experts séjourna à l'hôtel « Peterpils » pendant les négociations du Traité de Riga, occupant 30 chambres.
D'autre part, en préparation des négociations du traité de paix de Riga, le 13 septembre 1920, une délégation conjointe de la Russie soviétique et de l'Ukraine soviétique, composée de 44 personnes, dirigée par Adolf Joffé, séjourna à l'hôtel.
Lorsque l'Italie occupa l'Albanie en avril 1939, son roi, Ahmed Zogu, accompagné de ses trois filles et d'une suite de ministres séjourna longtemps à l'hôtel Saint-Pétersbourg.
Après l'Occupation soviétique de la Lettonie en 1940, l'hôtel fut nationalisé et les institutions de l'État le meublerent. En 1979, le bâtiment a été reconstruit selon le projet de l'architecte Ilgonis Stukmanis. 
De nos jours, il abrite un restaurant et des bureaux d'entreprise.